# Denbury
Denbury – wieś w Anglii, w hrabstwie Devon, w dystrykcie Teignbridge. Leży 26 km na południe od miasta Exeter i 272 km na południowy zachód od Londynu. Denbury jest wspomniana w Domesday Book (1086) jako Deveneberie/Devenaberia.